# Railinzetplaats

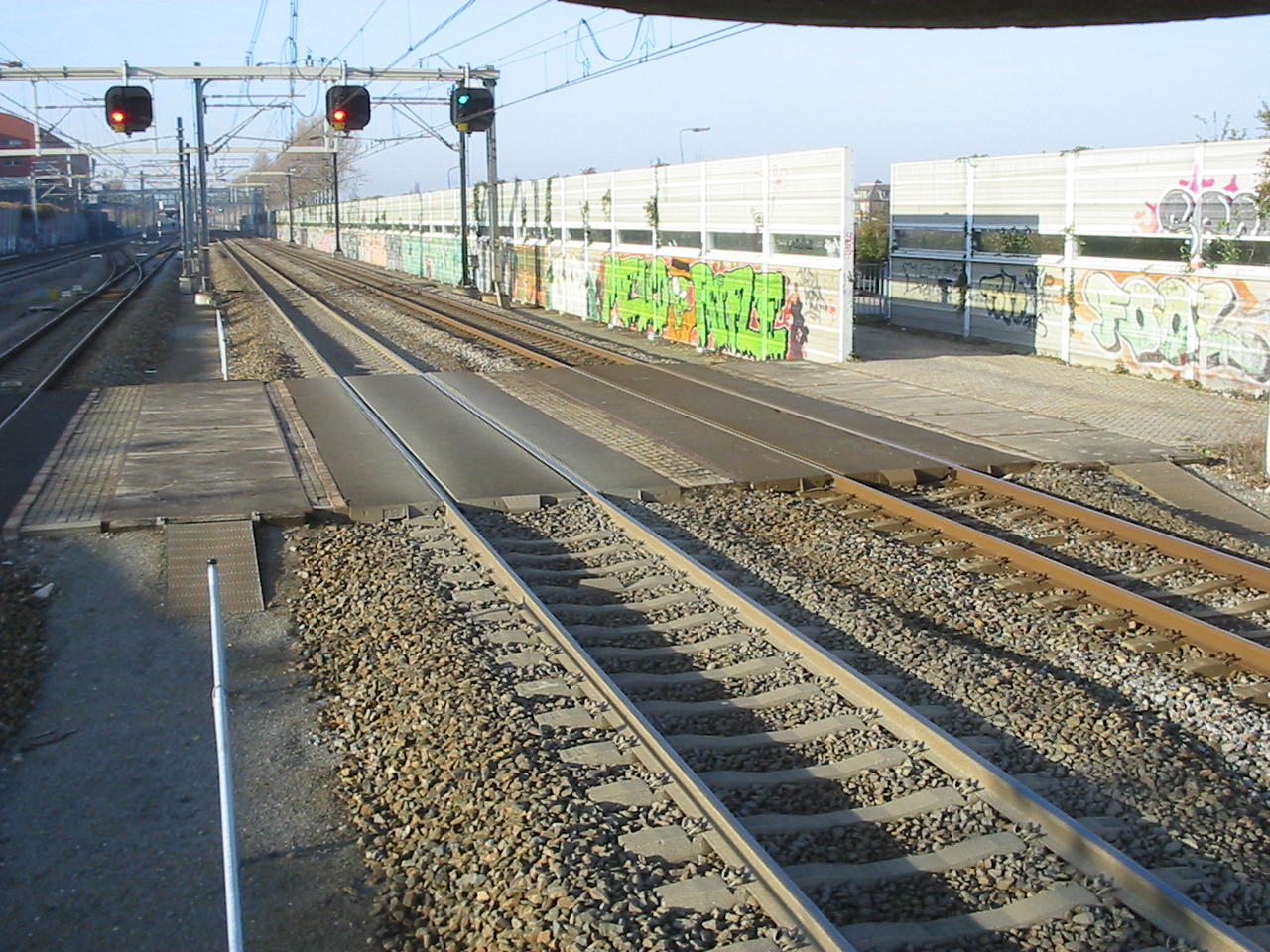
Railinzetplaats in de sporen 811, 812 en 813b te Maarssen

Een railinzetplaats is een plek op de vrije baan, emplacement of raccordement waar voertuigen in het spoor kunnen worden gezet, bijvoorbeeld aannemersmaterieel of hulpverlening bij calamiteiten.
Een railinzetplaats bestaat uit een stuk verharding in en bij het spoor, dat vanaf de weg bereikbaar is. Veelal bestaat de verharding uit betonnen overwegplaten zoals deze bij spoorwegovergangen worden gebruikt. Op emplacementen of raccordementen wordt ook verharding van asfalt toegepast.
Om een rail-wegvoertuig in het spoor te plaatsen dient korte tijd het nevenspoor buiten dienst te worden genomen zodat het manoeuvreren geen gevaarlijke situaties oplevert.
Ook een spoorwegovergang kan als railinzetplaats worden gebruikt, mits deze voldoende breed is om het voertuig in het spoor te kunnen manoeuvreren. Uiteraard dient hiervoor het wegverkeer kort stilgelegd te worden.